# Ron Rothstein
Pour les articles homonymes, voir Rothstein.
Ronald « Ron » Rothstein, né le 27 décembre 1942 à Bronxville, dans l'État de New York, est un joueur et entraîneur américain de basket-ball.